# Bermudastormvogel
De bermudastormvogel (Pterodroma cahow) is een tot de stormvogels en pijlstormvogels behorende vogel. Het is een bedreigde, endemische zeevogelsoort van de Bermuda-eilanden.

## Kenmerken
De vogel is 38 cm lang. Het is een middelgrote stormvogel met relatief lange vleugels.  De vogel is overwegend bruingrijs en wit. De vogel is boven op de kop bruinzwart; deze kopkap reikt bijna tot het oog. Verder een bruine vlek op de nek die iets naar benenden uitloopt tot op de borst. Van boven is de vogel verder bruinachtig grijs, soms met een lichtgekleurde eindband op de bovenstaart. Van onder is de vogel wit, met een smalle donkere banden aan de voor- en achterkant van de ondervleugel. De snavel is zwart en de poten zijn roze.

## Verspreiding, leefgebied en foerageergedrag
Mogelijk was de vogel talrijk voor Spaanse en Engelse zeevaarders in 1621 de eilanden in bezit namen en een slachting aanrichtten. Eeuwen daarna werd de zeevogel niet opgemerkt en pas in 1916 werd de vogel voor de wetenschap beschreven. Het holotype was een opgezet exemplaar dat in 1906 was verzameld. De vogel was toen al een zelden opgemerkte bijzonderheid. In 1951 werd ontdekt dat de zeevogels broedden op een klein rotseiland dat behoort tot de gemeente Sant George in het oostelijk deel van Bermuda. Oorspronkelijk broedden de vogels in nestholen in de grond. De laatste overlevenden broedden in rotsspleten van kalksteenkliffen en nu broeden zij in door mensen gemaakte broedholen in natuurreservaten.  Buiten de broedtijd verblijven de vogels op volle zee en verspreiden zich over een groot deel van de Atlantische Oceaan waar ze tot aan de Azoren en in het Caraïbisch gebied worden waargenomen.Hij leeft van onder andere van inktvissen, ansjovis en krill.

## Status
In het begin van de 16e eeuw werden de Bermuda-eilanden ontdekt door Spanjaarden. Er leefden toen tienduizenden bermudastormvogels op de eilanden in het oosten. De Spaanse zeelui, die vaak erg bijgelovig waren, waren doodsbang voor de geluiden die de vogels 's nachts maakten en vertrokken weer van het eiland. Doordat de Spanjaarden enkele varkens op het eiland achterlieten kwamen de nestholen in de bodem in gevaar. De wroetende varkens aten de eieren en jongen van de vogels op, waardoor in 1609, toen de Engelsen zich op het eiland vestigden, de vogels alleen nog maar op enkele kleine, afgelegen rotseilanden voorkwamen. De Engelsen namen echter honden, katten en ratten mee, waardoor de vogelsoort nog meer in gevaar kwam; zeker omdat de Engelsen zelf ook wel vogels aten. Rond 1620 leek de soort bijna uitgeroeid.
Meer dan drie eeuwen later, in 1951, werden echter enkele broedende vogelparen op rotsachtige eilanden die behoren tot de gemeente Saint George gevonden. Een van de eilanden is Nonsuch Island, wat een natuurreservaat werd. Het is opgeschoond van de ratten en tussen 2004 en 2008 werden er meer dan 100 grote kuikens van kleinere rotseilanden gezet. Volwassen vogels zochten het eiland later weer op om er te gaan broeden in kunstmatig aangebrachte nestholen.
De grootte van de populatie werd in 2011 door BirdLife International bepaald op 196 individuen. De populatie-aantallen nemen sindsdien toe. De vogelstand is echter afhankelijk van beschermingsmaatregelen en voortdurend beheer. Als echter de aantallen blijven stijgen kan de huidige status van bedreigd worden omgezet in kwetsbaar op de Rode Lijst van de IUCN.